# НИИ кораблестроения и вооружения
Научно-исследовательский дважды ордена Ленина, ордена Октябрьской Революции, Краснознамённый, ордена Трудового Красного Знамени институт кораблестроения и вооружения ВМФ ВУНЦ ВМФ «Военно-морская академия» (НИИ КВ ВМФ) — ведущая научная организация в системе Военно-морского флота Министерства обороны Российской Федерации. Институт расположен в Санкт-Петербурге.
Объектом исследований института являются подводные лодки и надводные корабли, комплексы их вооружения, энергетика, корабельные системы автоматического управления, а также условия обитаемости личного состава.
В функции института входит исследование и решение теоретических и практических проблем, возникающих в процессе проектирования, постройки и эксплуатации кораблей, сопровождение научно-исследовательских и опытно-конструкторских работ, выполняемых организациями и предприятиями промышленности по Государственному оборонному заказу, научное обеспечение эксплуатации кораблей, их вооружения и военной техники.

## Названия института
- с 3 сентября 1932 года — Научно-исследовательский институт военного кораблестроения (НИИВК);
- с 22 декабря 1945 года — Центральный научно-исследовательский институт военного кораблестроения (ЦНИИ Военного Кораблестроения);
- с 1992 года — 1-й Центральный научно-исследовательский институт Минобороны России (ЦНИИ МО РФ (кораблестроение ВМФ;
- с 1 марта 2010 года — 3-й филиал ВУНЦ ВМФ «Военно-морская академия»;
- с 15 марта 2012 года — Научно-исследовательский институт кораблестроения и вооружения ВМФ ВУНЦ ВМФ «Военно-морская академия».

## История
Научно-исследовательский институт кораблестроения и вооружения ВМФ ВУНЦ ВМФ «Военно-морская академия» является преемником Научно-исследовательского института военного кораблестроения (НИИВК), который был создан в соответствии с приказом Начальника Морских сил РККА от 3 сентября 1932 года. Институт был создан вместе с другими институтами Морских сил РККА — Артиллерийский научно-исследовательский морской институт (АНИМИ) и Научно-исследовательский минно-торпедный институт (НИМТИ). которые в результате ряда реорганизаций были объединены на базе института кораблестроения в единый 1-й Центральный научно-исследовательский институт Минобороны России.
Институт был сформирован на базе Опытового бассейна и кораблестроительной секции Научно-технического комитета ВМФ. 13 октября 1930 года в газете «Известия» начальник Опытового бассейна Н. В. Алякринский и сотрудник бассейна Ю. В. Кривцов (впоследствии зам. директора Института) опубликовали статью «К вопросу о научно-исследовательской работе в судостроении», которая послужила обоснованием необходимости создания научно-исследовательского института судостроения. 28 апреля 1931 года Реввоенсовет принял решение о создании Научного института военного кораблестроения (НИВК). Первым начальником Научного института военного кораблестроения был назначен инженер-флагман 2 ранга Н. В. Алякринский, а его заместителем А. И. Вильман.
В 1938 году НИИ Военного кораблестроения был передан Наркомату судостроительной промышленности. На основе НИИ Военного кораблестроения были образованы: ЦНИИ-45 (позже переименован в ЦНИИ им. академика А. Н. Крылова, ныне Крыловский государственный научный центр). В том же году в ВМФ был создан Научно-технический комитет (НТК ВМФ), сохранивший практически все функции НИИВК в предвоенные и военные годы.
22 декабря 1945 года институт был воссоздан. В послевоенный период Центральному научно-исследовательскому института военного кораблестроения (ЦНИИВК) была поставлена задача создания океанского ракетно-ядерного флота.
В 1948 году для решения проблем создания морских баллистических, крылатых и зенитных ракет был создан Научно-исследовательский институт реактивного вооружения — 4 НИИ ВМФ. В 1957 году в его состав в качестве зенитно-артиллерийского филиала вошёл АНИМИ. В 1960 году 4 НИИ ВМФ, его зенитно-артиллерийский филиал и НИМТИ были объединены в единый Научно-исследовательский институт вооружения ВМФ, переименованный в 1965 году в 28-й НИИ ВМФ.
В 70-х годов XX века при непосредственном участии Центрального научно-исследовательского института военного кораблестроения были созданы три поколения атомных подводных лодок, авианесущие корабли, тяжёлые атомные ракетные крейсера, большие противолодочные корабли, десантные корабли и другие.
В 1992 году ЦНИИВК был переименован в 1-й Центральный научно-исследовательский институт Минобороны России, с 1 января 1999 год в его состав вошёл 28-й Институт вооружения ВМФ.
С 1994 года в институте открыто новое направление деятельности по научному обеспечению экспорта военно-морской техники.
1 марта 2010 года 1-й Центральный научно-исследовательский институт Минобороны России был переименован в 3-й филиал ВУНЦ ВМФ «Военно-морская академия».
С 15 марта 2012 года стал именоваться — Научно-исследовательский институт кораблестроения и вооружения ВМФ ВУНЦ ВМФ «Военно-морская академия».
Из-за вторжения России на Украину институт находится под санкциями всех стран Евросоюза.

## Награды института
- два ордена Ленина
- орден Октябрьской Революции
- орден Красного Знамени
- орден Трудового Красного Знамени

## Начальники института
- 1932—1937 — инженер-флагман 2 ранга Н. В. Алякринский
- 1937 — военинженер 1-го ранга К.Л. Григайтис
- 1938 — инженер-капитан 2 ранга И. В. Харитонов.
- 1945—1950 — инженер-контр-адмирал Н. В. Алексеев
- 1950—1969 — инженер-вице-адмирал Л. А. Коршунов
- 1969—1983 — вице-адмирал В. Н. Буров
- 1983—1992 — вице-адмирал М. М. Будаев
- 1992—2006 — контр-адмирал И. Г. Захаров
- 2006—2007 — капитан 1 ранга Л. Н. Яшенькин
- 2007—2015 — капитан 1 ранга А. В. Архипов
- 2016 — 2019 — адмирал Н. М. Максимов
- 2019 - наст.время - капитан 1 ранга Третьяков Олег Владимирович